# Hydriomena peratica
Hydriomena peratica är en fjärilsart som beskrevs av Frederick H. Rindge 1956. Hydriomena peratica ingår i släktet Hydriomena och familjen mätare. Inga underarter finns listade i Catalogue of Life.